# Bakom blå ögonlock
Bakom blå ögonlock (spansk originaltitel Párpados azules) är en mexikansk dramafilm från 2007 med Cecilia Suárez och Enrique Arreola i de bärande rollerna. Filmen regisserades av Ernesto Contreras.
Filmen fick ett speciellt jurypris vid Sundance Film Festival och ett hedersomnämnande vid Filmfestivalen i San Sebastián. Den hade premiär i Mexiko den 27 mars 2007 och i Sverige den 7 augusti 2009.

## Synopsis
Maria Farfán (Suárez) arbetar på en kostymeringsfirma och vinner genom arbetet en resa till Playa Salamandra. I priset ingår det mesta och det är för två personer. Hon blir naturligtvis glad över priset, men hon är socialt otillräcklig och har nästan inga vänner. Därför börjar hon ringa runt för att få någon som vill följa med på resan. Så småningom kontaktar hon sin syster Lucía och berättar om vinsten och vill gärna att systern följer med. De blir emellertid ovänner under samtalets gång, eftersom systern vill köpa resan till sig och sin man, men Maria kan inte sälja då resan inte får överlåtas.
Av en händelse träffar Maria sedan Víctor (Arreola), som påstår sig vara intresserad av henne och som säger sig ha varit skolkamrat med henne. Hon kommer dock inte ihåg alla gamla skolkamrater som han rabblar upp, men under tiden de pratar nämner hon resan och frågar om han är intresserad av att följa med. Efter viss tvekan tackar han ja. De börjar inleda ett tafatt förhållande; ingen av dem har haft en partner på många år. De gör saker tillsammans men ofta under krystade former. Den dagen de ska resa bestäms att Victor ska hämta Maria – han ringer på men hon är inte hemma, hon har redan gett sig iväg ... 

## I rollerna (urval)
- Cecilia Suárez – Maria Farfán
- Enrique Arreola – Víctor Mina
- Tiaré Scanda – Lucía